# Jef Wishaupt

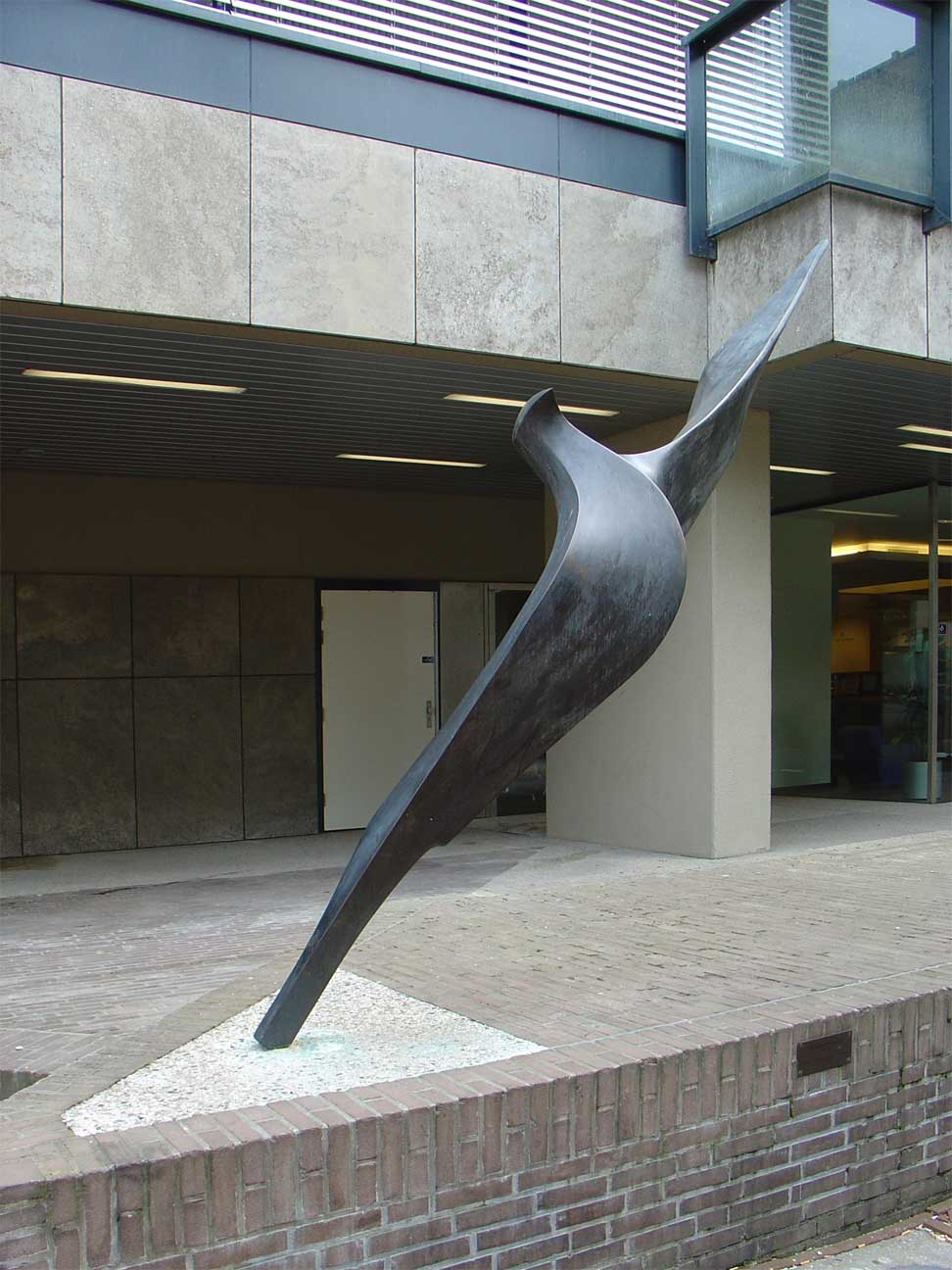
Vogelvlucht beeld van Jef Wishaupt in Gouda (2000)

Casper A. Joseph (Jef) Wishaupt (Maastricht, 27 maart 1940) is een Nederlandse edelsmid en beeldhouwer.

## Leven en werk
Wishaupt werd opgeleid aan de Academie voor Beeldende Kunsten te Maastricht. Beeldhouwwerk van Wishaupt is in de publieke ruimte in diverse plaatsen van Nederland te vinden. Daarnaast maakte hij ook beeldhouwwerken voor plaatsen buiten Nederland o.a. voor de IBM-vestiging in Surgut in Siberië.
Als edelsmid ontwierp hij onder meer de onderwijsprijs van de faculteit Geneeskunde van de Universiteit van Maastricht, de prijs van het provinciale Anjerfonds Limburg en de Safety Award van DSM.

## Werken (selectie)
- Visuele bakens - Ridderkerk (1992/1993)
- Ontmoeting - Helden-Panningen (1998)
- Vogelvlucht - Gouda (2000)
- Druppel van staal - Schimmert (2003)
- Vogelvrij - Heerlen (2004)
- Vlucht vogels - Koningin Julianaplein, Vaals (2016)